# نیما قویدل
 نیما قویدل  (زاده ۲۲ اردیبهشت ۱۳۶۳ - رشت) بازیکن فوتبال ایرانی است. 
وی سابقه بازی در باشگاه‌های نیروی زمینی، پرسپولیس، نساجی و نفت تهران را دارد.